# Horn Hill
Horn Hill – miasto w Stanach Zjednoczonych, w stanie Alabama, w hrabstwie Covington. W roku 2023 miasto zamieszkiwało 208 osób, a gęstość zaludnienia wynosiła 30,8 osoby/km².